# Собакарёв, Андрей Владимирович
Андрей Владимирович Собакарёв (20 декабря 1996, Элекмонар, Чемальский район, Республика Алтай) — российский лыжник, чемпион мира среди молодёжи (2019), призёр всемирной Универсиады (2019), призёр чемпионата России. Мастер спорта России международного класса.

## Биография
Через два года после рождения Андрея, его семья переехала из Казахстана в с.Элекмонар Чемальского района р. Алтай. Начал заниматься лыжным спортом в Чемальской ДЮСШ под руководством своего отца В. И. Собакарёва, становился победителем республиканских детских соревнований. Затем переехал в Новосибирск, тренировался в группе тренера сборной России Ю. В. Бородавко, в мае 2021 года покинул группу. Представляет Новосибирскую область.

### Юниорская карьера
В 2019 году стал победителем чемпионата мира среди молодёжи (до 23 лет) в гонке на 30 км классикой. На зимней Универсиаде 2019 года в Красноярске стал бронзовым призёром в спринте и серебряным призёром в командном спринте. Участник юниорских и молодёжных чемпионатов мира 2016, 2017, 2018 годов. Победитель в гонке на 15 км и серебряный призёр в спринте молодёжного чемпионата России (2017).

### Взрослая карьера
Во взрослых соревнованиях участвует с сезона 2013/14, когда дебютировал на Кубке Восточной Европы. В феврале 2017 года впервые стал призёром этапа, заняв второе место в спринте в Сыктывкаре.
Дебютировал на Кубке мира 20 января 2018 года в словенской Планице, заняв 70-е место в спринте. На следующий день, в своей второй гонке набрал первые очки, заняв девятое место на дистанции 15 км классикой. 5 января 2019 года на этапе Кубка мира в рамках Тур де Ски занял шестое место в гонке на 15 км классикой, показав свой лучший результат в карьере в личных дисциплинах.
В 2021 году стал бронзовым призёром чемпионата России в гонке на 50 км классикой. Часть сезона 2020/21 пропустил, переболев ковидом. Становился призёром этапов Кубка России.